# Clase Nacional Canadiense O-18-a
CN O-18-a es una clase de locomotoras de vapor 0-6-0 que anteriormente pertenecían a Canadian National Railways . Eran conmutadores construidos por Point St. Charles Shops de Grand Trunk Railway . Canadian National utilizó la letra O para designar 0-6-0.
El Grand Trunk Railway construyó 50 de estas locomotoras entre 1919 y 1921 y las designó Clase F9. El GTR también hizo construir 25 más en 1920 por Lima Locomotive Works para su uso en los Estados Unidos. En 1923, el Grand Trunk Railway fue absorbido por los Ferrocarriles Nacionales de Canadá. CN clasificó las locomotoras de fabricación propia O-18-a y las F9 construidas en Lima pasaron a ser de la clase GTW O-18-b .
Las locomotoras O-18-a fueron numeradas del 1749 al 1798 por el Grand Trunk, y el Canadian National las renumeró como 7423-7473. Funcionaron hasta la dieselización .
Al retirarse, 47 de las 50 locomotoras fueron desguazadas, pero tres se vendieron. CN 7439 (GTR 1764) se vendió a International Harvester en 1958, pero fue desguazado sólo tres años después, en 1961. Canadian National 7456 (GTR 1781) y Canadian National 7470 (GTR 1795) se vendieron a Canadá y Dominion Sugar ( Chatham, Ontario ) en 1959. Estos dos sobreviven hasta el presente.
La O-18-a número 7456 está en Montcalm Community College como locomotora de exhibición, mientras que la número 7470 funciona en Conway Scenic Railroad en North Conway, New Hampshire y actualmente está operativa.